# Dave - Presidente per un giorno
Dave - Presidente per un giorno (Dave) è un film del 1993 diretto da Ivan Reitman.

## Trama
William Harrison Mitchell - Presidente degli Stati Uniti - ha bisogno di un sosia che lo sostituisca per un'apparizione pubblica in quanto lui si ritrova coinvolto in un "impegno inderogabile". A questo provvedono il Capo dello Staff presidenziale Bob Alexander, il direttore delle comunicazioni sociali Alan Reed e il responsabile dei servizi segreti Duane Stevenson.
Il sosia perfetto viene trovato in Dave Kovic, uomo onesto, tranquillo e felice di aiutare il prossimo con l'agenzia di collocamento di cui è titolare, il quale sfrutta la sua notevole somiglianza con il Presidente Mitchell impersonandolo comicamente in alcune campagne pubblicitarie locali; tuttavia mentre Dave sostituisce Mitchell durante il suo "impegno inderogabile", cioè una scappatella con una segretaria, quest'ultimo viene colpito da ictus. L'ambizioso Alexander, approfittando della situazione generata dal pericolo di uno scandalo, di comune accordo con gli altri membri dello staff presidenziale nasconde la verità al pubblico e alla First Lady, porta il comatoso Presidente Mitchell in un bunker segreto sotto la Casa Bianca e invia il Vicepresidente Gary Nance in un lungo tour di beneficenza in Africa; dopodiché lui e Alan convincono Dave a continuare ad impersonare il Presidente facendogli credere che Nance non sia idoneo per l'incarico. Dave viene quindi istruito su come presiedere consigli e riunioni, mentre il potere decisivo resta in mano ad Alexander, il cui subdolo piano è quello di incastrare Nance come responsabile di uno scandalo fraudolento per costringerlo a dimettersi, farsi nominare Vicepresidente da Dave, per poi far fingere a quest'ultimo un ictus al fine di liberarsene e ottenere la carica di Presidente.
Dave, sebbene accetti di stare al gioco, grazie al suo carattere e alla sua spontaneità si rivela estremamente popolare; questo suo comportamento sorprende la First Lady, Ellen Mitchell, la quale è infelicemente sposata con il marito da anni e dopo un'iniziale freddezza, comincia ad ammorbidirsi nei suoi confronti, salvo poi tornare a odiarlo quando Alexander falsifica la firma presidenziale per porre il veto su una legge che prevedeva fondi per un programma di sostegno per senzatetto e disoccupati. In risposta a ciò Dave, con l'aiuto del suo amico contabile Murray Blum, opera notevoli tagli al bilancio federale, salvando così il programma e facendo infuriare Alexander. Quella sera tuttavia Ellen, sorpresa dai notevoli sforzi di Dave per salvare il programma, smaschera il finto Presidente con una domanda a trabocchetto; una volta apprese le reali condizioni di William, Ellen vorrebbe lasciare la Casa Bianca ma, dopo aver trascorso la notte a parlare con Dave, decide di continuare la recita per aiutare il paese. Con l'aiuto di Ellen, che inizia ad avvicinarsi a lui sentimentalmente, Dave lancia un programma per sostenere la piena occupazione lavorativa e intraprendere così un'efficace lotta contro la disoccupazione.
Le iniziative sempre più ribelli di Dave creano una profonda spaccatura tra lui e Alexander; dopo numerosi contrasti Dave, che col tempo ha preso sempre più confidenza con il proprio ruolo, decide di licenziare Alexander, il quale per vendicarsi accusa pubblicamente il Presidente di essere responsabile di una lunga serie di atti illeciti con l'intenzione di generare un impeachment. Dave, che non sapeva niente delle accuse, interroga Alan, il quale conferma tutto e rivela inoltre il piano di Alexander per incolpare l'ignaro Vicepresidente Nance; ormai consapevole che la farsa deve terminare, Dave riunisce il Congresso e dichiara non solo che tutte le accuse di Alexander sono vere, ma che anche quest'ultimo ne è responsabile e consegna i documenti che dimostrano il suo coinvolgimento. Inoltre discolpa completamente il Vicepresidente Nance, dichiarando che questi era all'oscuro di tutto, per poi fingere con l'aiuto di Alan e Duane un ictus e perdere conoscenza.
Portato in ospedale il vero William Mitchell, che non si è mai ripreso dal coma, Dave è libero di tornare alla sua vecchia vita; il Presidente Mitchell muore cinque mesi dopo, mentre le indagini sullo scandalo generato da Alexander terminano con la sua condanna insieme ad altri otto funzionari corrotti. Alla fine è l'integro Nance a diventare Presidente il quale, dopo aver assunto solennemente la carica, giura di realizzare il programma preannunciato dal suo predecessore affiancato da Alan; alcuni mesi dopo Ellen Mitchell, divenuta vedova, si reca all'agenzia di Dave, che ispirato dall'esperienza si è gettato nella propria campagna elettorale con pochi mezzi e tanti progetti, con l'intenzione di dargli una mano assieme a Duane.

## Produzione

### Cast
Kevin Kline ha accettato la parte dopo il rifiuto di Warren Beatty e Kevin Costner.
Moltissimi giornalisti, politici e commentatori televisivi americani compaiono nel film nella parte di loro stessi. Anche Arnold Schwarzenegger, all'epoca nominato "Ministro dell'alimentazione e l'educazione fisica" dal Presidente degli Stati Uniti Bill Clinton, fa una breve cameo nei panni di se stesso.

### Riprese
Lo studio ovale della Casa Bianca è stato ricostruito fedelmente in un teatro di posa. Il set in seguito è stato utilizzato anche per altre produzioni, tra cui il film Il presidente - Una storia d'amore e la serie televisiva West Wing - Tutti gli uomini del Presidente.

## Accoglienza

### Incassi
Il film è stato un successo al botteghino. A fronte di un budget di 28 milioni di dollari, la pellicola ha incassato un totale complessivo di 92 milioni.

### Critica
Il film è stato accolto positivamente dalla critica. Sull'aggregatore di recensioni Rotten Tomatoes ha un indice di gradimento del 95% basato su 62 recensioni, con un voto medio di 7,6 su 10. Su Metacritic ottiene un punteggio di 76 su 100 basato su 30 recensioni.

## Riconoscimenti
- 1994 - Premio Oscar
  - Candidatura Miglior sceneggiatura originale a Gary Ross
- 1994 - Golden Globe
  - Candidatura Miglior film commedia o musicale
  - Candidatura Miglior attore in un film commedia o musicale a Kevin Kline
- 1994 - American Comedy Awards
  - Attore non protagonista più divertente a Charles Grodin
- 1994 - ASCAP Award
  - Top Box Office Films a James Newton Howard
- 1994 - WGA Award
  - Candidatura Miglior sceneggiatura originale a Gary Ross
- 1994 - Political Film Society
  - Candidatura Premio per la democrazia